# عبد المنعم الوباري
عبد المنعم الوباري (مواليد 8 أبريل 1983) هو لاعب كرة قدم سعودي.
كانت بداياته مع نادي الروضة و تم شطبه من نادي الروضة و وقع مع نادي الجيل عام 1429 هـ ولعب لهم عشر سنوات وعاد بعدها إلى نادي الروضة .